# Rock Township (Missouri)
Pour les articles homonymes, voir Rock Township.
Rock Township est un ancien township, situé dans le comté de Jefferson, dans le Missouri, aux États-Unis,.
Le township est fondé en 1834 et baptisé en référence aux terres rocheuses présentes dans le township.

### Source de la traduction
- (en) Cet article est partiellement ou en totalité issu de l’article de Wikipédia en anglais intitulé « Rock Township, Jefferson County, Missouri » (voir la liste des auteurs).